# Мочулка
Мала Мочулка (Ревуха) — річка  в Україні, у Теплицькому й Бершадському районах Вінницької області. Права притока Удичу (басейн Південного  Бугу).

## Опис
Довжина річки 13 км., похил річки — 4,6 м/км. Формується з багатьох безіменних струмків та водойм. Площа басейну 58,7 км².

## Розташування
Бере початок на південній стороні від Кубличу. Тече переважно на південний схід через Малу Мочулку, Мишарівку і на північно-східній околиці села М'якохід впадає у річку Удич, ліву притоку Південного Бугу.
Річку перетинає автомобільна дорога Т 0224